# Vester Nykirke Sogn
Vester Nykirke Sogn er et sogn i Ribe Domprovsti (Ribe Stift).
I 1800-tallet var Vester Nykirke Sogn anneks til Grimstrup Sogn. Begge sogne hørte til Skast Herred i Ribe Amt. Trods annekteringen udgjorde hvert sogn sin egen sognekommune. Ved kommunalreformen i 1970 blev Vester Nykirke indlemmet i Bramming Kommune, der ved strukturreformen i 2007 indgik i Esbjerg Kommune, og Grimstrup blev indlemmet i Helle Kommune, der ved strukturreformen indgik i Varde Kommune - her blev den sydlige del af Grimstrup Sogn omkring Grimstrup by dog lagt til Esbjerg Kommune.
I Vester Nykirke Sogn ligger Vester Nykirke.
I sognet findes følgende autoriserede stednavne:
- Endrup (bebyggelse)
- Gummesmark (bebyggelse, ejerlav)
- Omme (bebyggelse, ejerlav)
- Ravnsø (bebyggelse, ejerlav)
- Ravnsø Mose (areal)
- Størsbøl (bebyggelse, ejerlav)
- Vong (bebyggelse, ejerlav)